# Tumulus von Graulat
Der Tumulus von Graulat (auch Tumulus von Gramat oder Tumulus von Champ des Courses genannt) liegt in Graulat, an der Avenue du Tumulus (auch D 15), östlich von Gramat im Département Lot in Frankreich.

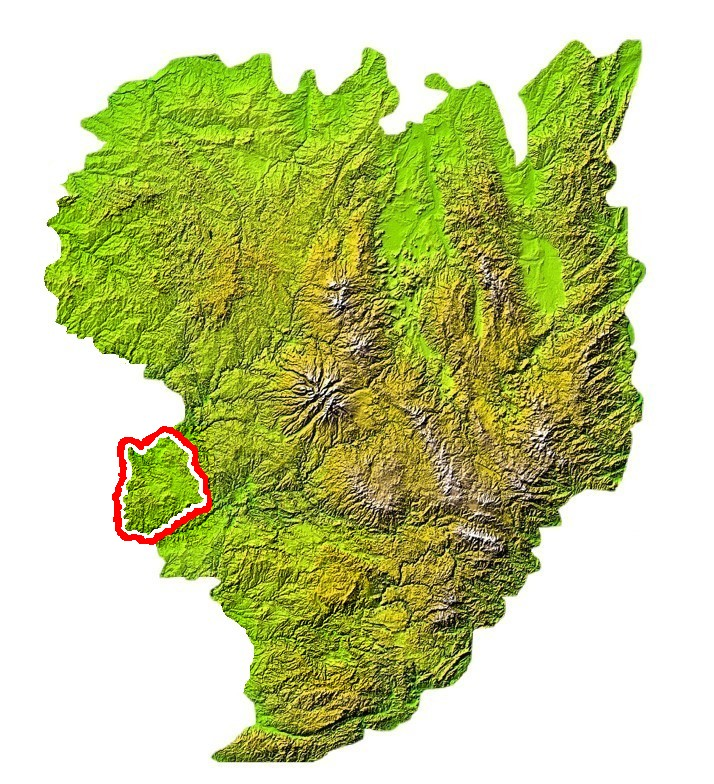
Causse de Gramat

Es ist ein großer Hügel von etwa 50 m Durchmesser und 6,5 Meter Höhe. Er liegt neben der Pferderennbahn Hippodrome du Tumulus in einem überraschend sumpfigen Gebiet zwischen einem See und dem Fluss Alzou, da hier das ansonsten trockene Karstgebiet Causse de Gramat liegt. Es muss ein Quellgebiet über einer undurchlässigen Schicht sein.
Einige Kalksteinblöcke sind in einer Eintiefung an der Hügelkuppe sichtbar, und zwei weitere große Platten liegen am Rand.
In der Nähe liegen der Dolmen des Plassous und die Grotte du Cuzoul.